# Mossville (Illinois)
Pour les articles homonymes, voir Mossville.
Mossville est une zone non incorporée située à proximité de Peoria dans l'État de l'Illinois, aux États-Unis.

## Économie
À la suite de la crise financière de 2008, le groupe Caterpillar annonce une restructuration qui va conduire au licenciement de 814 ouvriers de son usine d'assemblage de moteurs située à Mossville.